# Labrundinia longipalpis
Labrundinia longipalpis är en tvåvingeart som först beskrevs av Maurice Emile Marie Goetghebuer 1921.  Labrundinia longipalpis ingår i släktet Labrundinia och familjen fjädermyggor. Arten är reproducerande i Sverige. Inga underarter finns listade i Catalogue of Life.